# Jefferson/USC
Jefferson/USC – naziemna stacja linii Expo Line metra w Los Angeles znajdująca się w North University Park na południe od Downtown Los Angeles. Powstała w ramach pierwszego etapu budowy linii Expo, która docelowo ma dotrzeć do miasta Santa Monica. Stacja została oddana do użytku 28 kwietnia 2012 roku.

## Opis stacji
Stacja Jefferson/USC znajduje się po wschodniej stronie Flower Street przyległej do autostrady międzystanowej nr 110 przy skrzyżowaniu z Jefferson Boulevard. W pobliżu znajduje się główny kampus Uniwersytetu Południowej Kalifornii (University of Southern California). Na południe od stacji znajduje się Shrine Auditorium. Instalacja artystyczna zdobiąca stację została przygotowana przez Samuela Rodrigueza.

## Połączenia autobusowe
Linie autobusowe Metro
- Metro Local: 38, 81, 102, 200